# Liste des circonscriptions législatives des Côtes-d'Armor
Depuis sa création en janvier 1790, le département des Côtes d'Armor a connu bon nombre de découpages, changeant au gré des lois électorales. Sous la Cinquième République, le département est constitué de cinq circonscriptions législatives, ce nombre étant stable depuis 1958. Leurs limites ont été redéfinies lors du redécoupage de 1986, mais n'ont pas été affectées par celui de 2010, en vigueur à compter des élections législatives de 2012.

## Présentation
Par ordonnance du 13 octobre 1958 relative à l'élection des députés à l'Assemblée nationale, le département des Côtes-d'Armor est constitué de cinq circonscriptions électorales.
Lors des élections législatives de 1986 qui se sont déroulées selon un mode de scrutin proportionnel à un seul tour par listes départementales, le nombre de cinq sièges des Côtes-d'Armor a été conservé.
Le retour à un mode de scrutin uninominal majoritaire à deux tours en vue des élections législatives suivantes, a maintenu ce nombre de cinq sièges,, selon un nouveau découpage électoral.
Le redécoupage des circonscriptions législatives réalisé en 2010 et entrant en application à compter des élections législatives de juin 2012, n'a modifié ni le nombre ni la répartition des circonscriptions des Côtes-d'Armor.

## Composition des circonscriptions sous la IIIe République[5]

### Composition des circonscriptions de 1876 à 1885 et de 1889 à 1919
Pendant cette période, le département est découpé en 5 arrondissements, comprenant chacun deux circonscriptions sauf pour l'arrondissement de Loudéac, où la circonscription correspond aux limites de l'arrondissement.

#### Arrondissement de Dinan
- Circonscription de Dinan 1 : Dinan Ouest, Jugon, Matignon, Plancoët, Plélan
- Circonscription de Dinan 2 : Broons, Caulnes, Dinan Est, Evran, Ploubalay

#### Arrondissement de Guingamp
- Circonscription de Guingamp 1 : Bégard, Belle-Isle-en-Terre, Guingamp, Plouagat, Pontrieux
- Circonscription de Guingamp 2 : Bourbriac, Callac, Maël-Carhaix, Rostrenen, Saint-Nicolas-du-Pélem

#### Arrondissement de Lannion
- Circonscription de Lannion 1 : Lannion, Plestin, Plouaret
- Circonscription de Lannion 2 : Lézardrieux, Perros, La Roche-Derrien, Tréguier

#### Arrondissement de Loudéac
- Circonscription de Loudéac : Corlay, Collinée, Gouarec, La Chèze, Loudéac, Merdrignac, Mûr, Plouguenast, Uzel

#### Arrondissement de Saint-Brieuc
- Circonscription de Saint-Brieuc 1 : Châtelaudren, Etables, Lanvollon, Paimpol, Plouha, Saint-Brieuc Nord
- Circonscription de Saint-Brieuc 2 : Lamballe, Moncontour, Pléneuf, Plœuc, Quintin, Saint-Brieuc Midi

### Composition des circonscriptions de 1928 à 1940

#### Arrondissement de Dinan
- Circonscription de Dinan 1 : Dinan Ouest, Jugon, Matignon, Plancoët, Plélan
- Circonscription de Dinan 2 : Broons, Caulnes, Dinan Est, Evran, Ploubalay

#### Arrondissement de Guingamp
- Circonscription de Guingamp 1 : Bégard, Belle-Isle-en-Terre, Bourbriac, Guingamp, Plouagat, Pontrieux
- Circonscription de Guingamp 2 : Callac, Corlay, Gouarec, Maël-Carhaix, Rostrenen, Saint-Nicolas-du-Pélem

#### Arrondissement de Lannion
- Circonscription de Lannion : Lannion, Lézardrieux, Perros, Plestin, Plouaret, La Roche-Derrien, Tréguier

#### Arrondissement de Loudéac
- Circonscription de Loudéac : Collinée, La Chèze, Loudéac, Merdrignac, Mûr, Plouguenast, Uzel

#### Arrondissement de Saint-Brieuc
- Circonscription de Saint-Brieuc 1 : Châtelaudren, Etables, Lanvollon, Paimpol, Plouha, Saint-Brieuc Nord
- Circonscription de Saint-Brieuc 2 : Lamballe, Moncontour, Pléneuf, Plœuc, Quintin, Saint-Brieuc Midi

## Composition des circonscriptions sous la Ve République

### Composition des circonscriptions de 1958 à 1986

Le découpage électoral des Côtes-du-Nord de 1958 à 1986.

À compter de 1958, le département des Côtes-du-Nord comprend cinq circonscriptions regroupant les cantons suivants dans leurs délimitations d'alors :
- 1re circonscription : Étables-sur-Mer, Lamballe, Pléneuf, Plœuc, Quintin, Saint-Brieuc-Nord, Saint-Brieuc-Sud.
- 2e circonscription : Broons, Dinan-Est, Dinan-Ouest, Évran, Jugon, Matignon, Plancoët, Plélan-le-Petit, Ploubalay.
- 3e circonscription : La Chèze, Collinée, Corlay, Gouarec, Loudéac, Merdrignac, Moncontour, Mûr-de-Bretagne, Plouguenast, Rostrenen, Saint-Nicolas-du-Pélem, Uzel.
- 4e circonscription : Bégard, Belle-Isle-en-Terre, Bourbriac, Callac, Châtelaudren, Guingamp, Lanvollon, Maël-Carhaix, Plouagat, Plouha, Pontrieux.
- 5e circonscription : Lannion, Lézardrieux, Paimpol, Perros-Guirec, Plestin-les-Grèves, Plouaret, La Roche-Derrien, Tréguier.

### Composition des circonscriptions depuis 1988

Le découpage électoral des Côtes-d'Armor depuis 1988.

À compter du découpage de 1986, le département des Côtes-d'Armor comprend cinq circonscriptions regroupant les cantons suivants :
- 1re circonscription : Châtelaudren, Langueux, Plérin, Ploufragan, Saint-Brieuc-Nord, Saint-Brieuc-Ouest, Saint-Brieuc-Sud.
- 2e circonscription : Broons, Caulnes, Dinan-Est, Dinan-Ouest, Évran, Matignon, Plancoët, Plélan-le-Petit, Pléneuf-Val-André, Ploubalay.
- 3e circonscription : La Chèze, Collinée, Corlay, Jugon-les-Lacs, Lamballe, Loudéac, Merdrignac, Moncontour, Mûr-de-Bretagne, Plœuc-sur-Lié, Plouguenast, Quintin, Uzel.
- 4e circonscription : Bégard, Belle-Isle-en-Terre, Bourbriac, Callac, Gouarec, Guingamp, Lanvollon, Maël-Carhaix, Plestin-les-Grèves, Plouagat, Plouaret, Rostrenen, Saint-Nicolas-du-Pélem.
- 5e circonscription : Étables-sur-Mer, Lannion, Lézardrieux, Paimpol, Perros-Guirec, Plouha, Pontrieux, La Roche-Derrien, Tréguier.

À la suite du redécoupage des cantons de 2014, les circonscriptions législatives ne sont plus composées de cantons entiers mais continuent à être définies selon les limites cantonales en vigueur en 2010. Les circonscriptions sont ainsi composées des cantons actuels suivants :
- 1re circonscription : cantons de Plélo (7 communes), Plérin, Ploufragan, Saint-Brieuc-1, Saint-Brieuc-2 et Trégueux
- 2e circonscription : cantons de Broons (15 communes), Dinan, Lanvallay, Plancoët, Pléneuf-Val-André et Pleslin-Trigavou, commune de Matignon
- 3e circonscription : cantons de Broons (9 communes), Guerlédan, Lamballe-Armor (sauf commune d'Hénansal), Loudéac, Plaintel, Plélo (10 communes) et Plénée-Jugon
- 4e circonscription : cantons de Bégard (9 communes), Callac, Guingamp, Plélo (6 communes), Plestin-les-Grèves (sauf commune de Ploubezre), Plouha (10 communes) et Rostrenen
- 5e circonscription : cantons de Bégard (14 communes), Lannion, Paimpol, Perros-Guirec, Plouha (7 communes) et Tréguier, commune de Ploubezre